# Aleiodes territatus
Aleiodes territatus är en stekelart som beskrevs av Papp 1989. Aleiodes territatus ingår i släktet Aleiodes och familjen bracksteklar. Inga underarter finns listade i Catalogue of Life.